# 藤田憲彦
藤田 憲彦 （ふじた のりひこ、1973年6月5日 - ）は、日本の政治家。民主党所属の元衆議院議員（1期）。

## 略歴
上越市出身。新潟県立高田高等学校を卒業後、1浪した後東京大学に進学。法学部卒業後はソニーに入社し、ソニーとエリクソンによる合弁会社設立（現ソニー・エリクソンモバイルコミュニケーションズ）の法務実務担当を務める。その後、ビットワレット株式会社に出向し、電子マネー「Edy」の立ち上げに参画。世界初となったおサイフケータイへの電子マネー搭載ビジネス担当責任者として事業の推進を行い、電子マネーに関するビジネスモデル特許を筆頭発明人として6本取得（特許第3853315他）。
2005年9月の衆議院選挙のボランティアをした事がきっかけで政治に興味を抱く。2006年9月、民主党の国会議員公募で合格し、参議院議員選挙のボランティアも経て、2007年12月18日に民主党東京4区総支部長に就任。2009年8月30日の第45回衆議院議員総選挙で民主党公認候補として東京4区から立候補し、自由民主党の平将明を6484票差で破り初当選した（平も比例復活）。
2010年、民主党東京都連においては政調会副会長、常任幹事、および民主党大学東京副学長などを務める。党本部においては、ITのスペシャリストとして参議院選挙のホームページ戦略に関わり、広報委員会副委員長を務め、現在は広報委員長補佐として、党の広報インターネット生放送番組「スタジオ民主なう」のアンカーマンを務める。2010年に行われた2回の代表選においては菅直人を支持し、選対本部メンバーに加わる。代表選後は政調会長補佐に就任。また、事業仕分け第3弾の再仕分けグループBの主査として長妻昭らと共に再仕分けの責任者となる。社会保障と税の共通番号（マイナンバー）制度の法案取りまとめ担当者。　民主党日豪議連の役員として日豪EPAの推進に尽力し、ジュリア・ギラードと親交があり、オーストラリアとのパイプを持つ。政調会長補佐、広報委員長補佐、幹事長補佐を歴任。
2012年の第46回衆議院議員総選挙では、前回下した平に敗れ、比例復活もならず落選した。2014年の第47回衆議院議員総選挙でも平に敗れ、比例復活もならず落選した。
2015年9月14日、自身のFacebookにて、民主党東京都第4区総支部長を退任し、政治の世界からもいったん身を引くことを表明した。その後、不動産業、行政書士事務所を開設。
2023年1月27日に開催された東京都行政書士会理事会において、在留資格における虚偽申請の取次をしたことが法令違反且つ非常に悪質な行為であったこと、また弁明聴取の場において言い逃れに終始したことから、廃業勧告及び5年の行政書士会員権停止処分を受けた。

## 政策
- 選択的夫婦別姓制度導入に賛成[3]。